# Peter Johnston Freyer

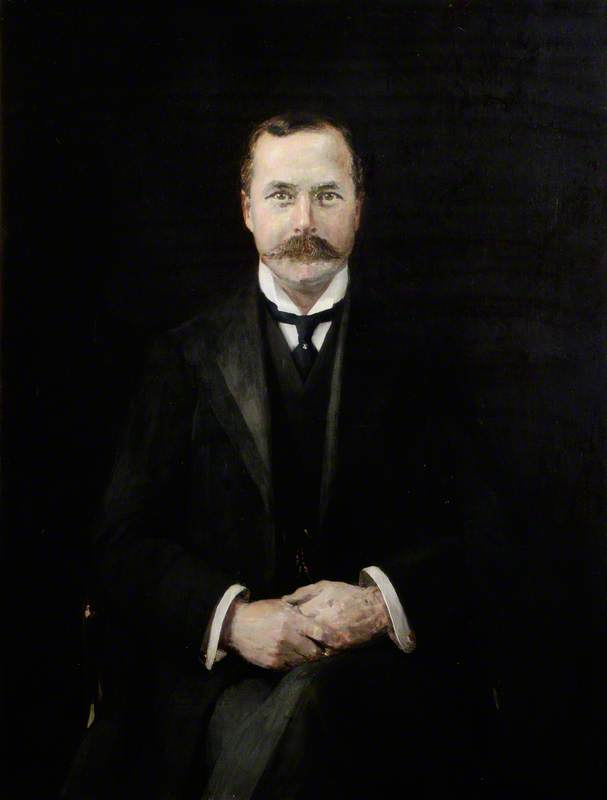
Peter Freyer

Sir Peter Johnston Freyer (* 21. Juli 1851 in Selerna, Ballynahinch, County Galway; † 9. September 1921 in London, England) war ein irischer Chirurg und Urologe.
Freyer war der Sohn eines Landwirts und studierte am Queen’s College in Galway Medizin mit dem Bachelor-Abschluss 1872, wobei er die Goldmedaille der Universität erhielt. Danach setzte er seine Ausbildung am Dr. Steeven’s Hospital in Dublin fort als Student von Robert McDonnell. 1874 erhielt er seinen Abschluss als MD und Master of Chirurgy (M.Ch.), wobei er nochmals eine Goldmedaille erhielt und sein Studium in Paris fortsetzte.
1875 absolvierte er die Prüfungen zum indischen Medizinischen Dienst (IMS) als Bester und wurde Chirurg in der bengalischen Armee, stationiert in Moradabad, Bareilly, Allahabad und Mussoori in den Nordwest-Provinzen. Schließlich wurde er Chirurg am Prince of Wales Hospital in Benares. Damals erwarb er sich einen Ruf als Experte für Katarakt-Operationen und Operationen an der Blase. 1887 wurde er Surgeon-major und war Arzt des Lieutenant-Governor der Nordwestprovinzen. Nachdem er den Nawab von Rampur wegen Blasensteinen operierte erhielt er die hohe Summe von 100.000 Rupien (ein Lakh) im damaligen Wert von 6600 Pfund Sterling. Seine Vorgesetzten verlangten zwar, er solle das Geld abgeben oder seine Entlassung annehmen, ihm gelang es aber sowohl das Geld zu behalten als auch im indischen medizinischen Dienst zu bleiben. 1894 vertrat er Indien auf dem Mediziner- und Chirurgenkongress in Rom und 1895 wurde er Oberleutnant (lieutenant-colonel). 1896 nahm er seinen Abschied und wurde Chirurg am St. Peter’s Hospital for Stone in London (Henrietta Street) und hatte eine Privatpraxis in der Harley Street. Bei Ausbruch des Ersten Weltkriegs schloss er sich wieder dem IMS an und war beratender Chirurg am Queen Alexandra’s Military Hospital in Millbank. 1919 schied er im Rang eines Obersts aus.
Er entwickelte eine Methode die Prostata über die Harnblase zu entfernen (suprapubische Prostatektomie), worüber er 1901 und 1912 im British Medical Journal veröffentlichte. 1904 erhielt er dafür die Arnott Memorial Medal.
1886 erhielt er einen M.A. ehrenhalber der Royal University of Ireland. 1917 wurde er Mitglied des Bath-Ordens (CB) und 1918 Knight Commander (KCB). 1920 wurde er erster Präsident der Sektion Urologie der Royal Society of Medicine. Er war Vorsitzender der Irish Medical Schools’ and Graduates’ Association.
1876 heiratete er Isabella McVittie, mit der er einen Sohn und eine Tochter hatte. Er liegt in Clifden im County Galway begraben. Eine jährliche Gedenkvorlesung an der National University of Ireland in Galway ist nach ihm benannt.

## Schriften
- The modern treatment of stone in the bladder by litholapaxy 1886
- Stricture of the urethra and prostatic enlargement, 1901
- Surgical diseases of the urinary organs, 1908